# Tour of Britain 2007
Die 4. Tour of Britain ist ein Rad-Etappenrennen, das vom 9. bis 15. September 2007 stattfindet. Es wird in einem Prolog und sechs Etappen ausgetragen und zählt zur UCI Europe Tour 2007.

## Etappen
| Etappe    | Tag           | Start – Ziel              | km        | Etappensieger    | Gesamtwertung    |
| --------- | ------------- | ------------------------- | --------- | ---------------- | ---------------- |
| Prolog    | 9. September  | Crystal Palace            | 2,5 (EZF) | Mark Cavendish   | Mark Cavendish   |
| 1. Etappe | 10. September | Reading – Southampton     | 138,9     | Mark Cavendish   | Mark Cavendish   |
| 2. Etappe | 11. September | Yeovilton – Taunton       | 169,2     | Nikolai Trussow  | Nikolai Trussow  |
| 3. Etappe | 12. September | Worcester – Wolverhampton | 152,5     | Matthew Goss     | Nikolai Trussow  |
| 4. Etappe | 13. September | Rotherham – Bradford      | 163,3     | Adrián Palomares | Adrian Palomares |
| 5. Etappe | 14. September | Liverpool – Kendal        | 170,1     | Alexander Serow  | Adrian Palomares |
| 6. Etappe | 15. September | Dumfries – Glasgow        | 156,5     | Paul Manning     | Romain Feillu    |